# Berrilee, New South Wales
Berrilee este o suburbie în Sydney, Australia.